# Furby
Een Furby is een elektronisch pluchen speelgoedproduct ontwikkeld door Tiger Electronics. De Furby is een fantasiedier dat lijkt op een kruising tussen een hamster, een kat en een vleermuis of een uil. Een Furby kan praten en via sensoren in onder andere zijn buik en mond reageren op aanrakingen. Hij heeft geen uitknop, maar kan wel slapen.
De naam Furby kwam vermoedelijk van het prototype dat zijn schepper David Hampton 'Fur-ball' als bijnaam had gegeven.

## Verkoop
De Furby werd vlak voor de kerstperiode van 1998 gelanceerd en er ontstond in korte tijd een hype rond het product. Het werd een van de meest gewilde speelgoedproducten van het seizoen. Furby's waren in relatief korte tijd uitverkocht. Hoewel het voor ongeveer dertig dollar in de winkels lag dreef de extreme vraag, gedurende het kerstseizoen van 1998, de prijs op tot boven de honderd dollar. Soms werden er zelfs honderden dollars geboden.
In een periode van twaalf maanden werden er 27 miljoen Furby's verkocht.

## De originele Furby
De belangrijkste reden voor het succes was de schijnbaar aanwezige "intelligentie" en leervermogen bij Furby's, aangezien zij hun taalvaardigheden steeds verder ontwikkelden. Geheel ten onrechte werd er gedacht dat ze woorden herhaalden die ze hadden opgevangen uit hun directe omgeving. Dit leidde ertoe dat verscheidene inlichtingendiensten ze uit hun kantoren verbanden uit angst dat de Furby's gevoelige informatie zouden opnemen.
De eerste woorden die Furby's spraken waren volledig in het Furbish, een taal met korte woorden, eenvoudige lettergrepen en verschillende andere geluiden maar ze waren geprogrammeerd steeds minder en minder Furbish te spreken en steeds meer Engels naarmate ze "groeiden".
Eenvoudige elektronisch aangedreven motoren sloten en openden de ogen van de Furby's. Ook zorgden de motoren ervoor dat de Furby's zich konden oprichten wat een vals gevoel van mobiliteit op riep. Furby's konden zeker niet lopen, hoewel velen geloofden dat ze dat wel konden.
Verder konden ze door een infraroodpoort met elkaar communiceren.

## De Furbybaby en Furby's vrienden
In 1999 werd een lijn van Furbybabies geïntroduceerd en deze waren kleiner dan de originele Furby. Verder hadden ze een hogere stem, konden ze hun voeten niet bewegen maar leerden wel sneller Engels of Nederlands spreken. Ook werden er nieuwe Furby's geïntroduceerd zoals de Gizmo-Furby uit de Gremlinsfilms, een 'Yoda'-Furby die was gebaseerd op het gelijknamige personage uit de Star Warsfilms alsmede ook een 'E.T.' uit de gelijknamige film. Een 'vriend van Furby'-lijn werd geïntroduceerd onder de naam Shelby en kon zowel met Furby's als met Furbybabies communiceren.

## De nieuwe Furby
De tweede generatie Furby werd geïntroduceerd in oktober 2005. Deze zijn groter dan de vorige versie, hebben een gezicht met meer emoties gekregen en beschikken over een systeem van stemherkenning waardoor ze op plezierige wijze met mensen kunnen communiceren. In tegenstelling tot de originele Furby's is slechts één enkele opdracht voldoende om hen te laten "slapen".

## Furby 2013
In  2013 werd er weer een nieuwe versie geïntroduceerd. De belangrijkste veranderingen zijn ogen in de vorm van LED-matrix in plaats van mechanische ogen, sensoren op hoofd, buik en rug en een accelerometer. Tevens werd er voor deze versie een app geïntroduceerd, eerst voor iPhone en later ook voor Android. Hiermee kan het dier te eten worden gegeven. De software kan ook 'Furbies' vertalen in het Nederlands.

## Furby Boom
In 2015 is er een licht gewijzigde versie van de Furby 2013 uitgekomen. Deze is herkenbaar aan de tweekleurige vacht.